# Maria Pico della Mirandola
Maria Pico della Mirandola (Mirandola, 5 marzo 1613 – Mirandola, 7 dicembre 1682) fu co-reggente di Mirandola e Concordia (insieme alla cognata Maria Cybo-Malaspina), in nome e per conto del nipote duca Alessandro II Pico della Mirandola, erede del nonno duca Alessandro I.
Donna religiosissima, morì in odore di santità.

## Biografia
Terzogenita di Alessandro I Pico della Mirandola e Laura d'Este, fin da piccola decise di dedicare sé stessa a Dio e ai bisognosi. Il padre le vietò di vestire l'abito delle Clarisse del convento di San Lodovico della Mirandola, avendo preferito invano di darla in sposa ad un qualche principe tra le famiglie più facoltose d'Italia. Mantenendosi pura e completamente devota a Dio, visse reclusa nella propria stanza, arredata come se fosse un chiostro, rispettando il silenzio, il digiuno e le penitenze, anche indossando il cilicio. Fece altresì voto di povertà, devolvendo interamente il proprio appannaggio in beneficenza, indebitandosi fino a dolersi di non aiutare abbastanza i poveri per aver già speso tutto quanto in suo possesso.
Nel 1630 curò gli ammalati di peste, epidemia portata dai soldati lanzichenecchi che invasero e saccheggiarono il mirandolese durante la guerra di successione di Mantova e del Monferrato.

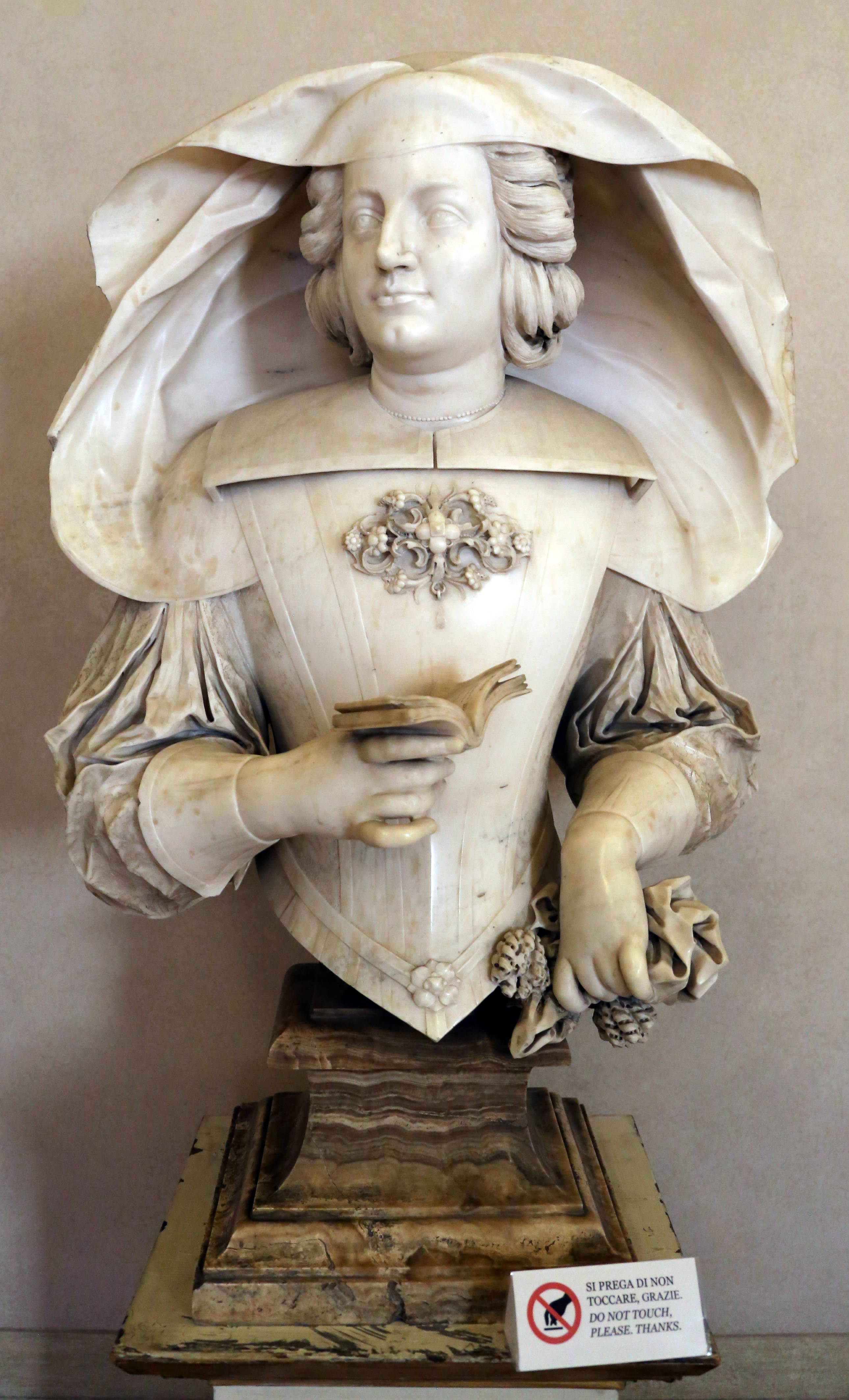
Lorenzo Ottoni, Busto di Maria Cybo Pico (Palazzo ducale di Mantova)

A seguito della morte del fratellastro Galeotto IV (9 giugno 1637) e del padre Alessandro I (2 dicembre 1637), fu nominata principessa co-reggente della Mirandola assieme alla cognata Maria Cybo-Malaspina, avendo il nipote Alessandro II appena 6 anni d'età. Tra le due Marie, donne di gran prudenza, fin da subito nacquero dissapori, tanto che già il 19 ottobre 1637 Maria Cybo era stata allontanata dalla Mirandola, accusata di tramare accordi segreti con la Francia e per questo esiliata temporaneamente a Genova. Ritornata Maria Cybo alla Mirandola il 20 marzo 1638 a seguito di giuramento di fedeltà, le due principesse reggenti governarono il ducato con pazienza, giustizia ed unione, magnanime e liberali con tutti i sudditi e bisognosi. Durante la guerra di Castro, essendo la Mirandola sotto la protezione della Spagna, le due reggenti respinsero il tentativo degli Ecclesiastici di introdursi nello Stato mirandolese e, con prudenza ed accortezza, ne informarono il governatore di Milano, che vi spedì il residente Anselmi da Mantova e le ringraziò con la somma di 2.000 scudi; rimanendo neutrali, le principesse vissero in stato di grazia, rispettate e protette da tutti i principi d'Italia e soprattutto dalla Repubblica di Venezia, dal Governatore di Milano e dal Duca di Modena a cui spesso si rivolsero per i propri bisogni.
Nel 1648, confermata ancora fedeltà alla Spagna, accadde che le due reggenti avessero ceduto troppo agli adulatori, licenziando i vecchi amministratori per far posto ad altri imposti dalle potenze straniere, facendo così precipitare la situazione economica e sociale del Ducato mirandolese e dei sudditi; cosicché Alessandro II, seppur ancora minorenne, si sottrasse alla tutela della duchessa madre e della zia, prendendo il governo della Mirandola. Per l'offesa ricevuta, Maria Cybo si ritirò a Padova mentre la zia Maria Pico rinunciò formalmente alla reggenza con rogito del 17 novembre 1648, ritirandosi così nel convento di San Lodovico.
Il 18 ottobre 1663 ottenne in dono la miracolosa immagine della Beata Vergine della Pioppa, che nel maggio 1666 venne traslata nell'oratorio di San Rocco. Nel 1688 Alessandro II fece intarsiare l'immagine della B.V delle Benedizioni in un ricco altare in marmi di Carrara e Verona con lapide in lettere d'oro, trasportato poi nel 1813 nel Duomo di Mirandola dove si trova tuttora.
Durante la sua vita si verificarono alcuni eventi ritenuti miracolosi, come quando, dopo una notte di preghiera, prevedette l'imminente arrivo di buone notizie sul nipote duca Alessandro II impegnato nella guerra di Candia: poche ore dopo giunse una messaggero che confermava il ritorno di Alessandro II da Creta. Poco prima di morire all'età di 69 anni, bruciò tutte le lettere di credito, liberando così i suoi debitori. Alcune fonti riferiscono altresì la presenza delle stimmate sul suo corpo. Appena saputa la notizia della sua scomparsa, il popolo mirandolese gridò che era "morta la santa, la madre dei poveri, il rifugio de' miseri". Venne tumulata nella chiesa di San Francesco con solenni funerali.
Nel 1684 fu stampata a Bologna una raccolta di poesie composte da vari autori (tra cui Giovanni Francesco Lazzarelli) in memoria di Maria Pico, intitolata Fiori poetici sparsi sopra il sepolcro dell'illustrissima, & eccellentissima signora principessa Maria Pica.

## Ascendenza
|                                   |                  |                                | Genitori                       |  |  | Nonni |  |  | Bisnonni         |  |  | Trisnonni       |  |
|                                   |                  |                                |                                |  |  |       |  |  | Galeotto II Pico |  |  | Ludovico I Pico |  |
|                                   |                  |                                |                                |  |  |       |  |  | Galeotto II Pico |  |  | Ludovico I Pico |  |
|                                   |                  | Francesca Trivulzio            |                                |  |  |       |  |  | Galeotto II Pico |  |  |                 |  |
| Ludovico II Pico della Mirandola  |                  |                                |                                |  |  |       |  |  | Galeotto II Pico |  |  |                 |  |
|                                   |                  | Ippolita Gonzaga               | Ludovico Gonzaga               |  |  |       |  |  |                  |  |  |                 |  |
|                                   |                  | Ippolita Gonzaga               | Ludovico Gonzaga               |  |  |       |  |  |                  |  |  |                 |  |
|                                   |                  | Ippolita Gonzaga               | Francesca Fieschi              |  |  |       |  |  |                  |  |  |                 |  |
| Alessandro I Pico della Mirandola |                  | Ippolita Gonzaga               |                                |  |  |       |  |  |                  |  |  |                 |  |
|                                   |                  | Ippolito da Correggio          | Giberto VII da Correggio       |  |  |       |  |  |                  |  |  |                 |  |
|                                   |                  | Ippolito da Correggio          | Giberto VII da Correggio       |  |  |       |  |  |                  |  |  |                 |  |
|                                   |                  | Ippolito da Correggio          | Agnese Pio di Savoia           |  |  |       |  |  |                  |  |  |                 |  |
| Fulvia da Correggio               |                  | Ippolito da Correggio          |                                |  |  |       |  |  |                  |  |  |                 |  |
|                                   |                  | Chiara da Correggio            | Gianfrancesco II da Correggio  |  |  |       |  |  |                  |  |  |                 |  |
|                                   |                  | Chiara da Correggio            | Gianfrancesco II da Correggio  |  |  |       |  |  |                  |  |  |                 |  |
|                                   |                  | Chiara da Correggio            | Elisabetta dal Corno           |  |  |       |  |  |                  |  |  |                 |  |
| Maria Pico della Mirandola        |                  | Chiara da Correggio            |                                |  |  |       |  |  |                  |  |  |                 |  |
|                                   | Alfonso I d'Este | Alfonso I d'Este               |                                |  |  |       |  |  |                  |  |  |                 |  |
|                                   | Alfonso I d'Este | Alfonso I d'Este               |                                |  |  |       |  |  |                  |  |  |                 |  |
|                                   | Alfonso I d'Este | Laura Dianti                   |                                |  |  |       |  |  |                  |  |  |                 |  |
| Cesare d'Este                     | Alfonso I d'Este |                                |                                |  |  |       |  |  |                  |  |  |                 |  |
|                                   |                  | Laura Dianti                   | Francesco Maria I Della Rovere |  |  |       |  |  |                  |  |  |                 |  |
|                                   |                  | Laura Dianti                   | Francesco Maria I Della Rovere |  |  |       |  |  |                  |  |  |                 |  |
|                                   |                  | Laura Dianti                   | Eleonora Gonzaga Della Rovere  |  |  |       |  |  |                  |  |  |                 |  |
| Laura d'Este                      |                  | Laura Dianti                   |                                |  |  |       |  |  |                  |  |  |                 |  |
|                                   |                  | Francesco Maria I Della Rovere | Giovanni dalle Bande Nere      |  |  |       |  |  |                  |  |  |                 |  |
|                                   |                  | Francesco Maria I Della Rovere | Giovanni dalle Bande Nere      |  |  |       |  |  |                  |  |  |                 |  |
|                                   |                  | Francesco Maria I Della Rovere | Maria Salviati                 |  |  |       |  |  |                  |  |  |                 |  |
| Virginia de' Medici               |                  | Francesco Maria I Della Rovere |                                |  |  |       |  |  |                  |  |  |                 |  |
|                                   |                  | Eleonora Gonzaga Della Rovere  | Antonio Martelli               |  |  |       |  |  |                  |  |  |                 |  |
|                                   |                  | Eleonora Gonzaga Della Rovere  | Antonio Martelli               |  |  |       |  |  |                  |  |  |                 |  |
|                                   |                  | Eleonora Gonzaga Della Rovere  | Fiammetta Soderini             |  |  |       |  |  |                  |  |  |                 |  |
|                                   |                  | Eleonora Gonzaga Della Rovere  |                                |  |  |       |  |  |                  |  |  |                 |  |